# Rikke Hoffbeck Petersen
Rikke Hoffbeck Petersen (* 22. Juli 1997 in Sønderborg, Dänemark) ist eine dänische Handballspielerin, die für den deutschen Bundesligisten Thüringer HC aufläuft.

## Karriere
Hoffbeck Petersen spielte anfangs beim dänischen Verein SønderjyskE Håndbold, bei dem sie im Jahr 2015 ihr erstes Spiel in der Damehåndboldligaen bestritt. Im Jahr 2020 verließ die Außenspielerin erstmals SønderjyskE und schloss sich dem Erstligaabsteiger EH Aalborg an. Nachdem Hoffbeck Petersen zwei Spielzeiten für EH Aalborg in der zweithöchsten dänischen Spielklasse gespielt hatte, unterschrieb sie einen Vertrag beim Erstligisten Skanderborg Håndbold. Im Sommer 2023 kehrte sie zum Verein SønderjyskE Håndbold zurück. Seit dem Sommer 2024 steht sie beim deutschen Erstligisten Thüringer HC unter Vertrag. Mit dem Thüringer HC gewann sie im Jahr 2025 die EHF European League.